# Émile Ali-Khan
Musood Ali-Khan dit Émile Ali-Khan, né le 6 juin 1902 à Battle (Sussex de l'Est, Angleterre) et mort à une date inconnue, est un athlète français spécialiste du sprint.

## Biographie
Musood Ali-Khan, né en Angleterre est le fils d'un ressortissant indien et d'une Française. Après le divorce de ses parents en 1905, il s'installe en France avec sa mère.
Licencié à l'AS Cannes, il devient champion de France du 100 mètres en 1920 et fait partie de la délégation française lors des Jeux olympiques de 1920 d'Anvers. Aligné dans l'épreuve du 100 mètres, il signe en demi-finale le temps de 10 s 8, soit la meilleure performance de sa carrière sur la distance, avant de prendre dès le lendemain la cinquième place de la finale en 11 s 0 (sur six coureurs). Il est alors le premier athlète français à disputer une finale olympique sur 100 m, imité ensuite par Roger Bambuck (5e en 1968), Hermann Panzo (8e en 1980) et Jimmy Vicaut (7e en 2016). En fin de compétition, Émile Ali-Khan remporte la médaille d'argent du relais 4 × 100 mètres aux côtés de René Lorain, René Tirard et René Mourlon. Avec le temps de 42 s 5, l'équipe de France termine à trois dixièmes de seconde des États-Unis.
Son record personnel sur 100 m est de 10 s 8 (1920).

## Palmarès
| Date | Compétition     | Lieu   | Résultat | Temps  | Discipline |
| ---- | --------------- | ------ | -------- | ------ | ---------- |
| 1920 | Jeux olympiques | Anvers | 5e       | 11,0 s | 100 m      |
| 1920 | Jeux olympiques | Anvers | 2e       | 42,5 s | 4 × 100 m  |

- Champion de France du 100 m en 1920.